# 后兵開局
后兵開局（英語：Queen's Pawn Game）是國際象棋開局的一種，走法為：
1.d4